# ALPK3
L'alpha-proteine-kinase 3 (ALPK3) est une protéine-kinase. Son gène, ALPK3 est situé le chromosome 15 humain.

## Rôle
Bien qu'ayant un domaine de type kinase, il n'a pas été retrouvé d'activité catalytique.
Il intervient dans la régulation du calcium intracellulaire.
Il est exprimé dans la membrane nucléaire des cardiomyocytes ainsi que par le disque M du sarcomère où il régule l'activité des myomésines.

## En médecine
La mutation de ce gène peut provoquer, si elle est biallélique, une cardiomyopathie sévère de l'enfant, avec une présentation variable : cardiomyopathie hypertrophique, non-compaction ventriculaire gauche. Le syndrome peut comporter des déformations squelettiques ou une fente labiopalatine.
La présence d'un seul allèle muté est également responsable de cardiomyopathie découverte à l'âge adulte.